# Nevil Shute
Nevil Shute Norway (London, 17. siječnja 1899. – Melbourne, 12. siječnja 1960.), australsko-engleski romanopisac i uspješni avio-inženjer.
Mnoga od Shuteovih djela su pustolovni romani s dosta tehničkih detalja. No Highway (1948.) dramatizira događaje pred predviđenu strukturnu pogrešku u avio-dizajnu. Neki od njegovih romana imaju natpriorodne elemente, prije svega Round the Bend (1951.), koji opisuje novu vjeru čiji je osnivač avio-mehaničar. Najpoznatije Shuteovo djelo je bilo njegovo posljednje: On the Beach (1957.), smješteno u svijet koji polagano umire od posljedica nuklearnog rata. Popularnost je doprinijela filmska adaptacija, koju je Shute prezirao zbog previše skretanja od njegovog predloška.

## Vanjske poveznice
- The Nevil Shute Foundation
- Mr Norway – Norway's racing career and the filming of On the Beach
- A Brief Account of the Engineer and Novelist, Nevil Shute ibooknet